# Jóhannes B. Jóhannesson
Jóhannes Birgir Jóhannesson (* 10. August 1973) ist ein isländischer Snookerspieler.

## Karriere
Jóhannes Birgir Jóhannesson wurde 1991 und 1992 isländischer U21-Meister. Nachdem er 1992 das Achtelfinale erreicht hatte, schaffte er es bei der U21-Weltmeisterschaft 1993 ins Halbfinale, in dem er dem späteren Weltmeister, seinem Landsmann Kristján Helgason, nur knapp mit 7:8 unterlag. Ein Jahr später erreichte er erneut das Halbfinale und schied dort mit 3:8 gegen den Engländer David Gray aus. Bei der Europameisterschaft 1995 erreichte er das Viertelfinale. In der Saison 1995/96 nahm er erstmals an der Snooker Main Tour teil. Sein bestes Ergebnis war dabei das Erreichen der sechsten Qualifikationsrunde bei der UK Championship 1995, in der er jedoch mit 2:5 gegen Oliver King verlor. Von 1996 bis 2000 gelang Jóhannes fünfmal in Folge der Einzug ins Finale der isländischen Meisterschaft. Nachdem er zweimal gegen Kristján Helgason verloren hatte, konnte er sich 1998 mit 9:5 gegen ihn durchsetzen. In den beiden folgenden Jahren gelang es ihm durch Finalsiege gegen Brynjar Valdimarsson und seinen Bruder Jóhannes R. Jóhannesson den Titel erfolgreich zu verteidigen, bevor er 2001 im Halbfinale ausschied.
Im November 1997 zog er erstmals in die Finalrunde der Amateurweltmeisterschaft ein. Nach einem 5:4-Sieg gegen Joe Canny erreichte er das Achtelfinale, in dem er dem späteren Weltmeister Marco Fu mit 3:5 unterlag. In der Saison 1998/99 erreichte er mit dem 203. Platz seine bislang beste Weltranglistenplatzierung. Bei den Europameisterschaften 1998, 1999 und 2000 erreichte er das Viertelfinale. 2000 gewann er durch einen 6:2-Finalsieg gegen den Dänen Allan Norvark die nordische Meisterschaft. Im folgenden Jahr besiegte er im Finale seinen Landsmann Gunnar Hreiðarsson mit 5:1.
Bei der isländischen Meisterschaft 2002 verlor er im Finale mit 7:9 gegen Jóhannes R. Jóhannesson. 2003 gewann er durch einen 5:4-Finalerfolg gegen den Finnen Jussi Tyrkko zum dritten Mal die nordische Meisterschaft und mit einem 9:5-Sieg gegen Eðvarð Matthíasson zum vierten Mal die isländische Meisterschaft. Im Februar 2004 schied er bei der Qualifikation zur Profiweltmeisterschaft in der Vorausscheidung gegen James Tatton aus.
Nachdem er 2006 gegen Ásgeir Ásgeirsson zum fünften Mal die isländische Meisterschaft gewonnen hatte, wurde Jóhannes 2011 nach einer 1:9-Finalniederlage gegen Kristján Helgason Vizemeister. Im Februar 2015 zog er ins Finale der nordischen Meisterschaft ein und unterlag dort dem Dänen Rune Kampe knapp mit 3:4. Im Jahr darauf schied er dort zwar in der Vorrunde aus, konnte aber durch ein 9:3 gegen Þorri Jensson seinen sechsten isländischen Meistertitel gewinnen. 2023 standen sich die beiden erneut im Finale der nationalen Meisterschaft gegenüber, Jensson setzte sich dieses Mal jedoch mit 9:7 durch.

## Erfolge

### Finalteilnahmen
| Ausgang                   | Jahr | Turnier                   | Finalgegner             | Ergebnis |
| ------------------------- | ---- | ------------------------- | ----------------------- | -------- |
| Amateurturniere (Auswahl) |      |                           |                         |          |
| Zweiter                   | 1996 | Isländische Meisterschaft | Kristján Helgason       | 6:9      |
| Zweiter                   | 1997 | Isländische Meisterschaft | Kristján Helgason       | 5:9      |
| Sieger                    | 1998 | Isländische Meisterschaft | Kristján Helgason       | 9:5      |
| Sieger                    | 1999 | Isländische Meisterschaft | Brynjar Valdimarsson    | 9:1      |
| Sieger                    | 2000 | Nordische Meisterschaft   | Allan Norvark           | 6:2      |
| Sieger                    | 2000 | Isländische Meisterschaft | Jóhannes R. Jóhannesson | 9:4      |
| Sieger                    | 2001 | Nordische Meisterschaft   | Gunnar Hreiðarsson      | 5:1      |
| Zweiter                   | 2002 | Isländische Meisterschaft | Jóhannes R. Jóhannesson | 7:9      |
| Sieger                    | 2003 | Nordische Meisterschaft   | Jussi Tyrkko            | 5:4      |
| Sieger                    | 2003 | Isländische Meisterschaft | Eðvarð Matthíasson      | 9:5      |
| Sieger                    | 2006 | Isländische Meisterschaft | Ásgeir Ásgeirsson       | 9:5      |
| Zweiter                   | 2011 | Isländische Meisterschaft | Kristján Helgason       | 1:9      |
| Zweiter                   | 2015 | Nordische Meisterschaft   | Rune Kampe              | 3:4      |
| Sieger                    | 2016 | Isländische Meisterschaft | Þorri Jensson           | 9:3      |
| Zweiter                   | 2023 | Isländische Meisterschaft | Þorri Jensson           | 7:9      |